# Moma crassesignata
Moma crassesignata är en fjärilsart som beskrevs av Barend J. Lempke 1964. Moma crassesignata ingår i släktet Moma och familjen Pantheidae. Inga underarter finns listade i Catalogue of Life.